# Gio Cash
Gio Cash, född 28 maj 2019, är en tysk varmblodig travare. Han tränas och körs av Dion Tesselaar.
Gio Cash började tävla i september 2018 och inledde med tre raka segrar. Han har hittills sprungit in 4,2 miljoner kronor på 24 starter, varav 13 segrar, 6 andraplatser och 2 tredjeplatser. Karriärens hittills största segrar har kommit i Premio Going Kronos (2022) och Breeders Course för 2-åriga (2021) och kommit på andraplats i Fyraåringseliten (2023).

## Statistik
| Statistik för Gio Cash (Ref.) | Statistik för Gio Cash (Ref.) | Statistik för Gio Cash (Ref.) | Statistik för Gio Cash (Ref.) | Statistik för Gio Cash (Ref.) | Statistik för Gio Cash (Ref.) |
| ----------------------------- | ----------------------------- | ----------------------------- | ----------------------------- | ----------------------------- | ----------------------------- |
| Starter                       | Placeringar                   | Startprissumma                | Segerprocent                  | Platsprocent                  | Rekord                        |
| 24                            | 13-6-2                        | 4 292 471 Sek                 | 54 %                          | 88 %                          | 1.08,7ak,                     |

### Större segrar
| År   | Lopp                         | Kusk           | Vinstbelopp | Grupp   |
| ---- | ---------------------------- | -------------- | ----------- | ------- |
| 2021 | Breeders Course, för 2-åriga | Dion Tesselaar | 600 000 SEK | Grupp 2 |
| 2022 | Premio Going Kronos          | Dion Tesselaar | 800 000 SEK | Grupp 2 |